# 전라남도과학교육원
전라남도과학교육원(全羅南道科學敎育院)은 학생의 과학 탐구학습과 교원의 과학교육 연구를 지원하고 과학교육에 관한 제반 정보를 제공하기 위하여 전라남도교육청 산하에 설치된 소속기관이다.